# Religió comparada
La religió comparada és la branca de l'estudi de les religions que s'ocupa de la comparació sistemàtica de les doctrines i pràctiques, temes i impactes de les religions del món. En general, l'estudi comparatiu de la religió dona una comprensió més profunda de les preocupacions filosòfiques fonamentals de la religió com l'ètica, la metafísica i la naturalesa i forma de la salvació. També considera i compara els orígens i les similituds compartides entre les diverses religions del món. L'estudi d'aquest material té la intenció de donar una comprensió més rica i sofisticada de les creences i les pràctiques humanes en relació amb el sagrat, el diví i l'espiritual.
En el camp de la religió comparada, una classificació geogràfica comuna de les principals religions del món inclou les religions de l'Orient Mitjà (incloent el zoroastrisme i les religions iranianes), de l'Índia, les de l'Àsia Oriental, africanes, americanes, oceàniques i l'hel·lenística clàssica.
També existeixen diverses classificacions sociològiques dels moviments religiosos.

## Història

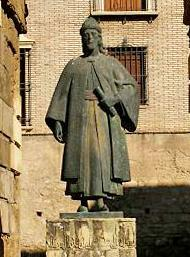
Una estàtua d'Ibn Hazm, pare dels estudis religiosos comparats moderns, a Còrdova, Espanya.

Al-Biruni i Ibn Hazm de l'Edat d'Or islàmica van comparar l'estudi del pluralisme religiós i les seves obres han estat significatives en els camps de la teologia i la filosofia. El persa Al-Biruni va discutir la seva idea de la història a The Remaining Signs of Past Centuries, que va ser traduït per Eduard Sachau al segle XIX. És un estudi comparatiu de calendaris de diferents cultures i civilitzacions, entrellaçat amb informació matemàtica, astronòmica i històrica, que explora els costums i les religions de diferents pobles. Els científics socials del segle XIX es van interessar molt per la religió comparada i "primitiva" a través del treball de Max Müller, Edward Burnett Tylor, William Robertson Smith, James George Frazer, Émile Durkheim, Max Weber i Rudolf Otto.
Nicholas de Lange, professor d'estudis hebreus i jueus a la Universitat de Cambridge, va exposar que com que l’estudi comparatiu de les religions és una disciplina acadèmica que inicialment es va desenvolupar dins de les facultats de teologia cristiana, tenia una tendència a forçar fenòmens molt diferents en una mena de tallat de roba a un patró cristià. "El problema no és només que altres "religions" puguin tenir poc o res a dir sobre qüestions que tenen una importància ardent per al cristianisme, sinó que potser ni tan sols es veuen com a religions de la mateixa manera en què el cristianisme es veu com una religió", va defensar.
Hi ha sistemes de creences com el budisme i les religions populars xineses que no s'han vist històricament com a excloents mútuament i s'han barrejat amb el temps en diferents creences com ara el budisme de la Terra Pura. Això mostra una diferència marcada amb les concepcions occidentals de les religions que veuen que l'adhesió a una religió exclou la pertinença a una altra fe.
L'hinduisme i el budisme proporcionen una altra visió en forma de soteriologia. L'estudi comparat de les religions pot apropar-se a les religions amb una idea base de la salvació amb la vida eterna després de la mort, però religions com l'hinduisme o el budisme no comparteixen necessàriament aquesta visió. En canvi, l'hinduisme i el budisme Theravada parlen de tornar a la inexistència i escapar del cicle de la reencarnació, en lloc de la vida eterna després de la mort.

## Classificació geogràfica
Segons Charles Joseph Adams, en el camp de la religió comparada, una classificació geogràfica comuna discerneix les principals religions mundials de la següent manera:
1. Religions de l'Orient Mitjà, incloent-hi el judaisme, el cristianisme, l'islam, el zoroastrisme i una varietat de cultes antics;
2. Les religions de l'Àsia oriental, les comunitats religioses de la Xina, Japó, Corea i Vietnam, i que consisteixen en el confucianisme, el taoisme, les diverses escoles del budisme Mahayana («Gran vehicle») i el Shintō;
3. Religions índies, incloent-hi el budisme primerenc, l'hinduisme, el jainisme, el sikhisme i, de vegades, també el budisme Theravada ("Camí dels ancians") i les religions d'inspiració hindú i budista del sud i sud-est asiàtic;
4. Les religions africanes, els antics sistemes de creences dels diferents pobles indígenes d'Àfrica, excloent la religió egípcia antiga, que es considera que pertany a l'antic Orient Mitjà;
5. les religions americanes, les creences i pràctiques dels diferents pobles indígenes dels dos continents americans;
6. Les religions oceàniques, els sistemes religiosos dels pobles de les illes del Pacífic, Austràlia i Nova Zelanda; i
7. Religions de l'antiga Grècia i Roma i els seus descendents hel·lenístics.